# Robert Coppée
Robert Coppée (22. dubna 1895, La Louvière, Belgie – 1970) byl belgický fotbalista a reprezentant.
Hrál za belgický klub Royale Union Saint-Gilloise. Zúčastnil se Letních olympijských her 1920 v Antverpách, kde domácí belgický tým získal ve finále zlaté medaile poté, co reprezentace Československa opustila na protest proti verdiktům rozhodčího ve 40. minutě za stavu 2:0 pro Belgii hřiště a byla diskvalifikována. Coppée dal ve finále první gól z pokutového kopu a předtím ve čtvrtfinále proti Španělsku hattrick. Hrál i na letních olympijských hrách 1924 v Paříži proti Švédsku (porážka 1:8).